# Carrowkeel
Carrowkeel (irl. An Cheathrú Chaol) – megalityczny grobowiec korytarzowy, znajdujący się w hrabstwie Sligo, niedaleko miasta Boyle (Roscommon) w Irlandii.
Grobowiec jest datowany na lata 3000–2000 p.n.e. Carrowkeel jest jednym z wielkiej czwórki grobowców korytarzowych w Irlandii (pozostałe trzy to Newgrange, Loughcrew i Carrowmore).